# Egomania, l'île sans espoir
Pour les articles homonymes, voir Egomania, L'Île sans espoir.
Pour plus de détails, voir Fiche technique et Distribution.
Egomania, l'île sans espoir est un film allemand réalisé par Christoph Schlingensief, sorti en 1987.

## Synopsis
Une jeune fille est convoitée par un riche notable peu fréquentable.

## Fiche technique
- Titre : Egomania, l'île sans espoir
- TItre original : Egomania - Insel ohne Hoffnung
- Réalisation : Christoph Schlingensief
- Production : Christoph Schlingensief et Wolfgang Schulte
- Pays :  Allemagne de l'Ouest
- Durée : 84 minutes (1h24)
- Date de sortie : 20 mai 1987 ( Allemagne de l'Ouest)

## Distribution
- Udo Kier : Baron / Tante / Teufel
- Tilda Swinton : Sally
- Uwe Fellensiek : William
- Anna Fechter : Ria
- Anastasia Kudelka : Annastasia
- Sergej Gleitmann : Anatol